# Buslijn 48 (Amsterdam)

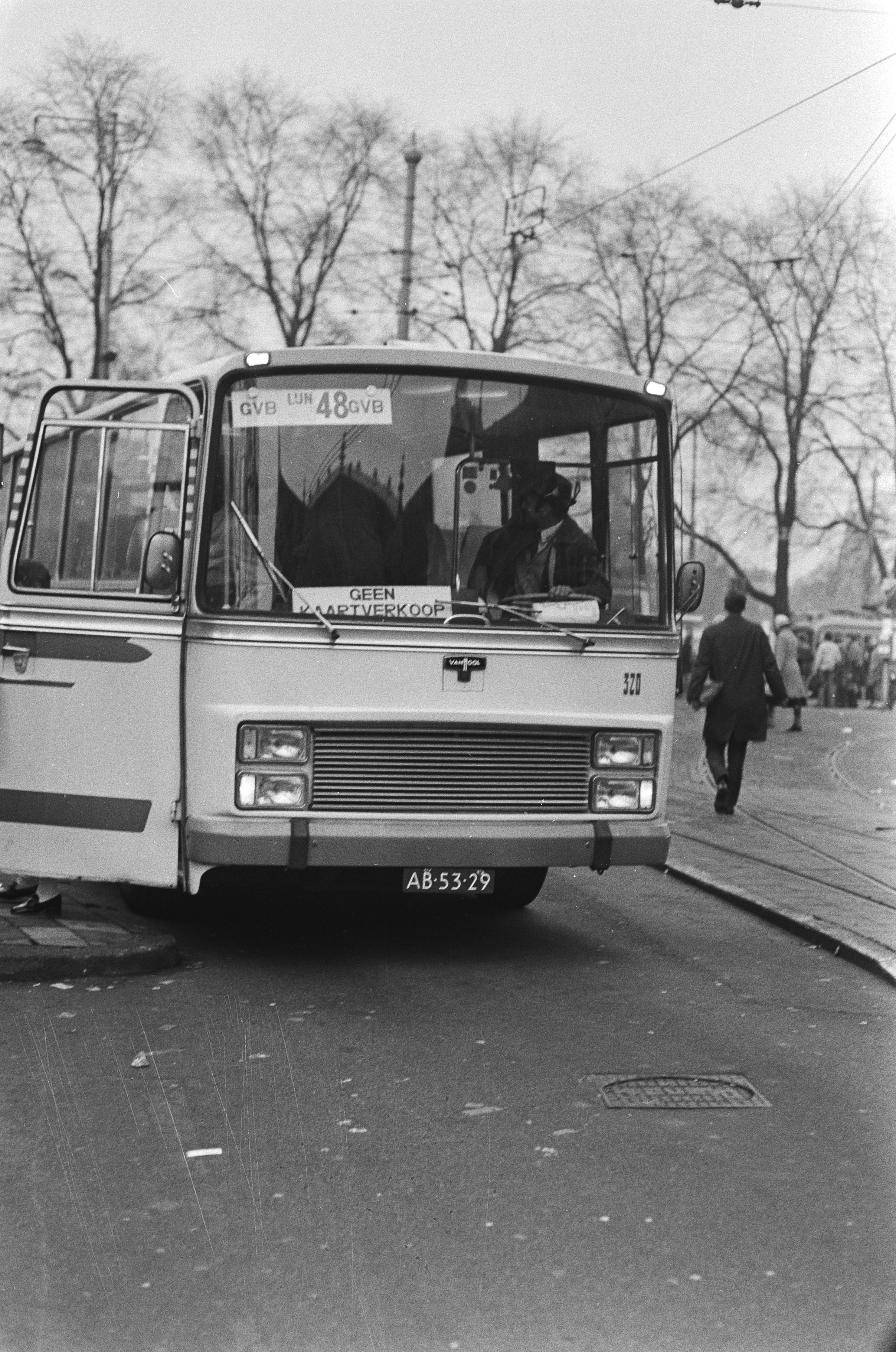
Gehuurde touringcar ingezet op lijn 48 op het Stationsplein 1970-1971

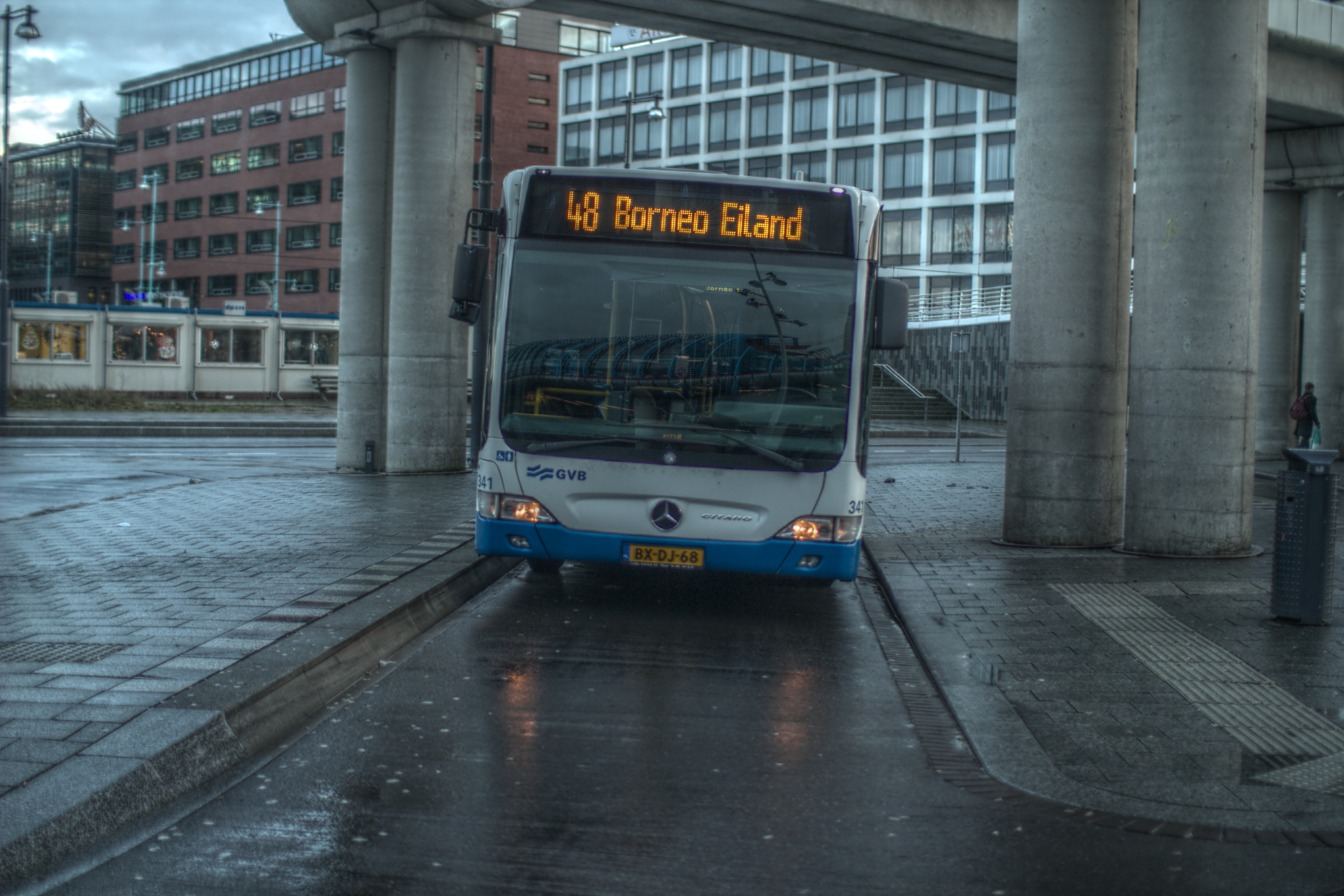
Een bus van lijn 48 op de terminus Sloterdijk

Buslijn 48 is een buslijn in Amsterdam, geëxploiteerd door het GVB. Het lijnnummer 48 is sinds 1965 drie keer in gebruik gesteld; de huidige lijn 48 rijdt met elektrische gelede bussen.

## Geschiedenis

### Lijn 48 I
De eerste lijn 48 werd ingesteld op 18 oktober 1965 tussen Osdorp (Tussen Meer) via Wolbrantskerkweg, Pieter Calandlaan, Heemstedestraat, Cornelis Lelylaan, Overtoom, Rozengracht naar het Centraal Station. Het was een spitsuursneldienst en deze reed alleen in de spitsrichting. Op 15 oktober 1971 bij het ingaan van de eerste fase van het plan Lijnen voor morgen, waarbij tramlijn 1 naar Osdorp ging rijden, kwam de buslijn te vervallen. De lijn heeft nooit een routewijziging gehad.

### Lijn 48 II
De tweede lijn 48 werd ingesteld op 1 juni 1986 tussen station Amsterdam Sloterdijk, station Amsterdam Zuid en station Amsterdam Bijlmer. De lijn reed in de spitsuren in één richting rechtstreeks via de A10 en A2 en was vooral bedoeld voor studenten en werkenden op de Zuidas. De lijn werd een groot succes, behalve het traject naar station Bijlmer. Dit traject kwam dan ook te vervallen en de route werd verlegd naar het Amstelstation. Op 1 juni 1987 bij de komst van de Flevolijn werd de lijn verder doorgetrokken naar het Muiderpoortstation over de Kamerlingh Onneslaan. Op 6 februari 1989 werd lijn 48 weer ingekort tot het Amstelstation.

#### Lijnen 43, 45, 48 en 048
In september 1989 werd er ook overdag gereden aanvankelijk onder het lijnnummer 45 via een afwijkende route. Ook kwam er een lijn 048 die vanaf Sloterdijk rechtstreeks naar de IBM reed. In december 1990, bij de komst van de Amstelveenlijn, werd lijn 48 ingekort tot het traject Station Sloterdijk - Drenthestraat, dat in hoge frequentie met gelede bussen werd bereden en ook enige tijd in de tegenspitsrichting.
De ritten overdag kende later geen afwijkende route meer en werden als lijn 48 gereden in plaats van lijn 45. Hierdoor kon lijn 048 worden vernummerd in lijn 45. In mei 1992 werd lijn 43 vanaf het Hoofddorpplein verlengd naar Sloterdijk. Deze lijn 43 reed sinds 18 oktober 1971 tussen de Riekerhaven en het Hoofddorpplein waarbij aanvankelijk werd doorgereden naar Slotervaart Noord.
Er waren zodoende de lijnen 43, 45 en 48 tussen Station Sloterdijk en de IBM, Riekerhaven en de Drenthestraat waarbij lijn 48 de belangrijkste en meest frequente lijn was. Deze lijnen waren op het westelijke traject de voorloper van metrolijn 50. Met de indienststelling van deze metrolijn op 1 juni 1997 werden de lijnen 43, 45 en 48 dan ook opgeheven. In tegenstelling tot de buslijnen reed de metro ook in de avonduren en het weekeinde.

### Lijn 48 III
De huidige buslijn 48 werd ingesteld in september 2001 ter vervanging van de westelijke tak van lijn 35.

#### Lijn P
De huidige lijn 48 vindt zijn oorsprong in de op 15 juni 1953 ingestelde (haven)buslijn P, die reed van de Coenhaven via het Centraal Station naar de Javakade en zo het westelijk en het Oostelijk Havengebied met elkaar verbond.

#### Lijn 28
Op 31 oktober 1968 werd lijn P vernummerd in lijn 28. Sinds 1974 reed de lijn voortaan via de De Ruijterkade, achter het Centraal Station.
Op 29 mei 1983 werd lijn 28 gecombineerd met lijn 29 tot één lijn 28, waarbij via de Czaar Peterstraat werd gereden. Dit traject kende extra tussendiensten. Lijn 28 reed weer via de voorkant van het Centraal Station.
In de loop van 1993 werd de lijn verlegd van de Javakade naar de nieuwbouw op het KNSM-eiland.
Op 1 juni 1986 werd lijn 28 ingekort tot de Zaanstraat. In 1 juni 1992 werd de lijn op werkdagen overdag verlengd naar station Sloterdijk ter vervanging van spitslijn 44.

#### Lijnen 28, 32 en 35
Op 19 september 1994 werd lijn 28 op de westelijke tak vervangen door lijn 35 en op de oostelijke tak door lijn 32. Lijn 28 werd een spitslijn tussen het Centraal Station en de KNSM-laan die de bewoners een rechtstreekse en snellere verbinding gaf, naast lijn 32 die met een omweg via de Czaar Peterstraat reed.

#### Lijnen 48 en 49
Op 17 september 2001 werd lijn 35 weer ingekort tot het Centraal Station en werd op het westelijke traject lijn 48 ingesteld. In de avonden en weekeinde werd deze lijn echter vervangen door een lijn 49 die slechts tot de Zaanstraat reed.

#### Lijnen 42 en 43

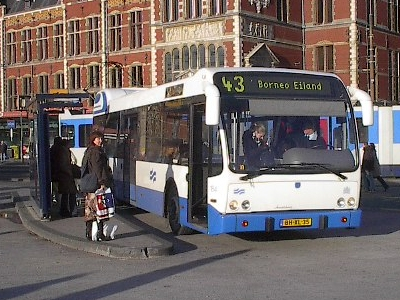
Jonckheerbus op lijn 43 in 2004

In december 2003 werd de oostelijke tak van lijn 32 en spitslijn 28 vervangen door een nieuwe lijn 42 die via de Kattenburgerstraat en de Jan Schaeferbrug een snelle verbinding bood met de KNSM-laan. Gelijktijdig werd lijn 43 verlegd via de Funen naar het Borneo-eiland. Deze lijn reed al sinds 1999 als versterkingslijn van lijn 39 tussen het Muiderpoortstation en het Centraalstation via de Oostelijke Handelskade.

#### Lijn 48

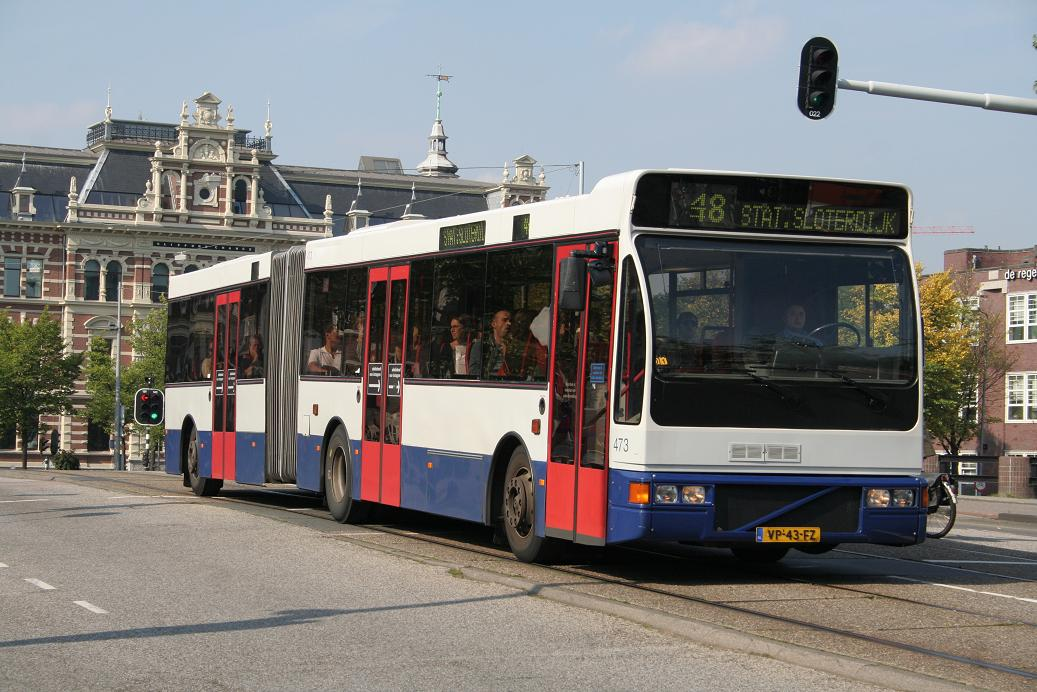
GVB-bus 473 op lijn 48 op de Prins Hendrikkade; 2007.

Sinds 12 december 2004 reed lijn 48 op alle dagen en tijden naar station Sloterdijk en verviel lijn 49.
Vanaf 1 januari 2012 werd lijn 48 vanaf het Centraal Station verlengd via het Java-eiland en KNSM-eiland naar het Borneo-eiland, ter vervanging van de opgeheven lijnen 42 en 43, en reed sindsdien weer grotendeels de route van de oude lijn 28. Op 9 december 2012 werd de lijn tussen Station Sloterdijk en de Transformatorweg verlegd via de Kingsfordweg en de Sloterdijkerweg om de dagelijkse files rondom de Basisweg te vermijden. Deze route werd al eerder in de zomer van 1995 gereden door lijn 35 maar werd toen na korte tijd weer ongedaan gemaakt in verband met verkeersproblemen. Met de jaardienst 2014 werd lijn 48 weer teruggelegd naar zijn oude route via de Basisweg. Door de opening van de Westrandweg is de verkeersdrukte afgenomen waardoor lijn 48 weer zonder vertraging kon terugkeren.
Op 13 december 2015 werden de westelijke takken van lijn 22 en 48 omgewisseld waarbij lijn 22 naar Sloterdijk en lijn 48 naar de Houthavens rijdt. Hierdoor kon op het rustigere traject naar de Houthavens en het oostelijk traject naar het Borneo-eiland met een verminderde frequentie worden volstaan. In 2016 werd de lijn verlegd van het Prins Hendrikplantsoen aan de voorzijde naar het busstation IJsei aan de achterzijde van het station.
Op 22 juli 2018 werden lijn 48 en 248 overgeplaatst van garage West naar garage Noord in verband met de wijzigingen door de opening van de Noord/Zuidlijn.

##### Lijn 248
Sinds 2 mei 2016 rijdt in de spits ter versterking van het drukkere westelijke traject een spitslijn 248 vanaf het Centraal Station naar de Houthavens met slechts één halte onderweg voor een overstap op lijn 22. In de ochtendspits werd aanvankelijk alleen richting Houthavens gereden en in de middagspits alleen vanaf de Houthavens. Doordat er geen andere haltes werden aangedaan kon de lijn bij filevorming op de Westerdoksdijk via een alternatieve route worden omgeleid zonder dat er haltes werden overgeslagen.
Er wordt in beide richtingen gereden en richting Houthavens extra gestopt op de halte Haparandaweg. Tevens is er sinds 20 mei 2019 in de ochtendspits richting Centraal Station een extra stop op de halte Barentzplein, in de middagspits is er tevens een extra stop op de halte Barentzplein maar dan in de richting van Houthavens. Op 4 januari 2021 werd lijn 248 voorlopig opgeheven in verband met het afgenomen vervoer.

#### Lijnen 43 en 48

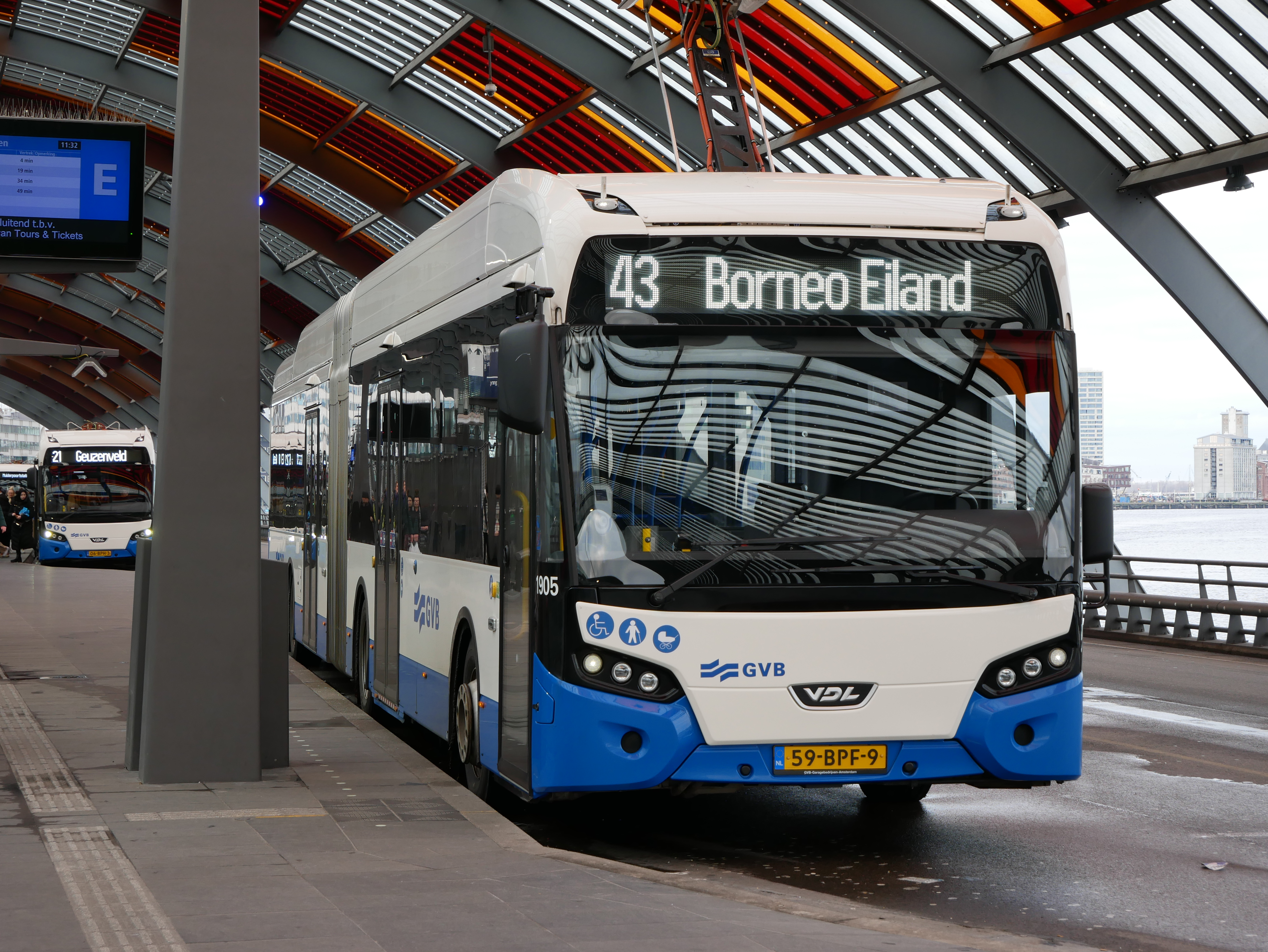
Elektrische gelede Citea op lijn 43 in 2023

Op 3 januari 2021 werd de lijn opnieuw gesplitst in een westelijk en een oostelijk gedeelte. Het oostelijk gedeelte kreeg hierbij wederom het lijnnummer 43 en het westelijk gedeelte behield het lijnnummer 48. De route van beide lijnen bleef geheel ongewijzigd en beide eindigen op het Busstation Amsterdam Centraal. Op 8 december 2023 werd de lijn recht getrokken over de Piet Heinkade en verviel de route door de Kattenburgerstraat.
Huidig: 15 · 18 · 21 · 22 · 34 · 35 · 36 · 37 · 38 · 40 · 41 · 43 · 44 · 47 · 48 · 49 · 61 · 62 · 63 · 65 · 66 · 68 · 231 · 233 · 245 · 246 · 247 · 267 · 360 · 369 · 461 · 463 · 464
Voormalig: A · B · C · D · E · F · G · H · K · L · M · P · R · S · 5 · 6 · 8 · 11 · 12 · 13S · 14 · 17 · 19 · 20 · 23 · 26 · 28 · 29 · 30 · 31 · 32 · 33 · 39 · 42 · 44P · 45 · 46 · 50/51 · 53 · 54 · 55 · 56 · 57 · 58 · 59 · 60 · 60S · 64 · 67 · 69 · 70 · 95/195 · 148 · 149 · 165/166 · 192 · 199 · 222 · 230 · 232 ·  240 · 248 · 249 · 265 · 269 · 315 · 326 · 465 · 580 · 581 · 582 · 583

Zie ook: Amsterdams busnet · Geschiedenis busnet · Amsterdams nachtbusnet · Portaal openbaar vervoer